# 錫格馬群島
64°16′S 62°55′W / 64.267°S 62.917°W

錫格馬群島（Sigma Islands），是南極洲的群島，處於伊塔島以北4.8公里，屬於帕默群島中梅爾基奧群島的一部分，在1946年被繪入阿根廷地圖，現時由南極條約體系管理。